# Cricula drepanoides
Cricula drepanoides är en fjärilsart som beskrevs av Moore 1865. Cricula drepanoides ingår i släktet Cricula och familjen påfågelsspinnare. Inga underarter finns listade i Catalogue of Life.